# Ісократ
Ісокра́т (грец. Ίσοκράτης; 436 до н. е. — 338 до н. е.) — давньогрецький філософ, логограф і риторик. Був учнем Горгія і прямим спадкоємцем софістичної освітньої системи. Найвидатніший представник урочистої (епідиктичної) промови. Зараховується до канону 10 ораторів.

## Життєвий шлях
Народився у багатій афінській родині. Здобув, за власним свідченням, чудову освіту. Можливо був учнем Сократа. Наприкінці Пелопоннеської війни втратив усе своє майно, а в період правління «тридцяти» потрапив під переслідування. Після поновлення демократії почав заробляти на життя професією логографа, а наприкінці 90-х років IV ст. до н. е. відкрив власну школу риторики, з якої пізніше вийшла ціла плеяда талановитих ораторів, серед яких уславилися Лікург, Гіперід, Ефор, Феопомп. Решту життя присвятив педагогічній роботі, школа зробила його дуже багатою людиною.
У 392—352 рр. до н. е. Ісократ створює школу красномовства. Навчання в цій школі тривало 3-4 роки, коштувало дорого (приблизно 1000 драхм) і було доступним тільки заможним громадянам. Створюючи школу Ісократ розглядає риторику як синонім знання, яким можна оволодіти в процесі навчання. Мистецтво створення промов визначається ним як філософія. Ісократ зосереджується більше на мистецтві слова. Адже для переконання аудиторії слід бути принаймні зрозумілим для більшості. Саме в школі Ісократа з'являється таке поняття як «думка більшості», тобто вловити настрій аудиторії, встановити з нею контакт і тим самим знайти схвалення своєї промови. Якраз ці ідеї і пов'язують школу Ісократа з практикою софістичного навчання.

## Творчість

Isokratous Apanta, 1570

Ісократ підкреслював великі потенційні можливості, що закладені в красномовстві. Однак він на відміну від софістів наполягав на моральнісних аспектах риторики. Ісократ належав до верхівки аристократичного суспільства, то за своїми політичними переконаннями наближався до прихильників монархії, відстоював ідеал панеллінізму, об'єднання великих держав у єдине ціле. Ісократа можна розглядати як ідеолога монархічного напряму в Афінах, який активно допоміг македонській експансії.
Слід зазначити, що сам Ісократ не виголошував промови публічно, він навчав інших. Звичайно така ситуація була неординарною і стала предметом глузувань. Як свідчать джерела, коли Ісократа запитували, як це він, сам не здатний виголошувати промови, навчає інших, він відповідав, що гострильний камінь не може різати, проте робить залізо гострим.
Риторика стояла в центрі освітньої системи Ісократа. Елементи інших знань були лише підготовкою до неї. Однак оратор повинен знати й інші предмети (історію, міфологію, математику, астрономію тощо), адже невідомо на яку тему йому доведеться виступати.
Ісократ написав понад 60 промов (15 урочистих), з них до нас дійшло 21. Найвідоміша промова, яку він писав 10 років — це «Промова на всееллінських зборах» («Панегірик»), написана у 380 р. до н. е. для виступу на зборах перед Олімпійськими іграми. В ній Ісократ прославляв Афіни, доводив, що вони й надалі мають очолювати союз еллінських держав проти Персії. Ця ідея розвивалася в «Панафінейській промові», «Промові за мир», «Філіпп».
Ісократ започаткував систему складних ритмізованих «періодів» (фраз), прагнучи цим досягти гармонійного звучання прозового речення як поетичного. Плавність звучання речення досягалася уникненням хіатуса, тобто немилозвучного зіткнення двох голосних у кінці одного слова й на початку наступного. Ісократ спирався на «горгієві фігури», які розвинув і вдосконалив. Обов'язковим принципом будови промови став тісний логічний зв'язок між кожним попереднім і наступним реченнями, тобто одне гармонійно продовжувало думку попереднього. Плавну і милозвучну прозу оратор прирівнює до поетичних форм.
Усі художньо-стилістичні прийоми Ісократа були широко використані промовцями доби еллінізму та римськими ораторами. Ісократ удосконалив риторичну теорію. В його школі були вироблені основні принципи композиції ораторської промови, яка повинна містити такі частини:
1. Вступ, метою якого є привертання уваги й прихильності аудиторії;
2. Виклад предмета виступу з усією переконливістю;
3. Спростування положень противника з аргументацією на користь власних;
4. Завершення, яке підсумовує все, що було сказано. Ідеалом в школі Ісократа було мовлення легке та вишукане, яке проста людина зрозуміє, а фахівець оцінить.

## Цитати Ісократа
- «Коли хочеш порадитися з ким-небудь про свою справу, передовсім зверни увагу на те, як він влаштовує свої справи.»
- «Ученість — це солодкий плід гіркого кореня.»